# Paranthura deodata
Paranthura deodata is een pissebed uit de familie Paranthuridae. De wetenschappelijke naam van de soort is voor het eerst geldig gepubliceerd in 1990 door Müller.